# Диоцез Линчёпинга

Герб диоцеза Линчёпинга

Расположение диоцеза Линчёпинга

Диоцез Линчёпинга — диоцез Церкви Швеции, образован в XII веке; до 1527 года католическая епархия. Диоцез охватывает территории Эстергётланда, северо-восток Йёнчёпинга и север Кальмара. Насчитывает 56 приходов (самый большой — в Мутале) и 443,000 прихожан. Епархия Линчёпинга — второй по значению диоцез после диоцеза Уппсалы Церкви Швеции. С 2011 года епископом является Мартин Модеус.
Кафедральным собором диоцеза является Кафедральный собор Линчёпинга.

## Бывшая католическая епархия
Изначально в состав епархии входили Смоланд, Эстергётланд, острова Готланд и Эланд. Приблизительно в 1160 году область Веренд в Смоланде была отделена от Линчёпинга, чтобы образовать новую епархию Векшё. С 990 по 1100 год епархия Скары охватывала всю страну гётов (Гёталанд); затем Гёталанд был разделён между Скарой и Линчёпингом.
Первыми тремя епископами Линчёпинга были Герберт, Ричард и Гизл (ок. 1138—1148). Затем должность занимал Стенар, который, по-видимому, подал в отставку в 1160 году и впоследствии стал епископом Векшё. Известными епископами после него были Кол (ок. 1160—1196), который умер во время паломничества в Иерусалим; сын Ингрид Ильвы Карл Магнуссон, который был убит в битве при Лихуле в Эстонии 8 августа 1220 года, сражаясь с язычниками; и Бенедикт (1220—1237), занимавшийся строительством великолепного кафедрального собора, первый камень которого был заложен в 1150 году, но но так и не был достроен ко времени Реформации.
Последним католическим епископом Линчёпинга был Ганс Браск (1513—1527), который был вынужден покинуть свою епархию в 1527 году из-за принятия лютеранства в качестве новой шведской государственной религии.